# Списък на градове в Чад
Това е списък на градовете в Чад.

## А
- Абди
- Абеше
- Абу Деия
- Аде
- Адре
- Ам Дам
- Ам Добак
- Амсилеб
- Ам Тиман
- Ати

## Б
- Бардаи
- Бахаи
- Бебеджия
- Беинамар
- Беной
- Бере
- Билтин
- Биткин
- Бокоро
- Бол
- Бонгор
- Бусо

## Г
- Гауи
- Геленденг
- Гереда
- Гоз Беида
- Горе
- Гунди
- Гуну Гая

## Д
- Доба
- Дурбали

## З
- Зигеи
- Зуар

## И
- Ириба

## Й
- Йедибу

## К
- Кело
- Коро Торо
- Кумра
- Кябе

## Л
- Лаи
- Лере
- Линия

## М
- Мао
- Масаге
- Масакори
- Масеня
- Мангалме
- Манделия
- Мелфи
- Моисала
- Монго
- Мунду
- Мусоро

## Н
- Нгама
- Нджамена
- Нуку

## П
- Пала

## Р
- Риг-Риг

## С
- Сарх

## Т
- Тапол
- Тине Джагараба
- Тиси
- Торок
- Турба

## У
- Уара
- Уаджиги
- Ум Хаджер
- Ур

## Ф
- Фада
- Фая-Ларжо
- Фианга

## Х
- Хараз Мангеине

## Ш
- Шадра

## Я
- Ямодо
- Яо

## Най-големи градове по население
Данните се отнасят към началото на 2008 година.
1. Нджамена (759 993)
2. Мунду (142 462)
3. Сарх (108 061)
4. Абеше (78 191)
5. Кело (44 828)
6. Кумра (38 220)
7. Пала (37 380)
8. Ам Тиман (30 443)
9. Бонгор (29 268)
10. Монго (29 261)
11. Доба (25 650)
12. Ати (25 373)
13. Лаи (20 428)
14. Ум Хаджер (20 311)
15. Биткин (19 493)